# Eleutherodactylus antillensis
Eleutherodactylus antillensis är en groddjursart som först beskrevs av Johannes Theodor Reinhardt och Christian Frederik Lütken 1863.  Eleutherodactylus antillensis ingår i släktet Eleutherodactylus och familjen Eleutherodactylidae. IUCN kategoriserar arten globalt som livskraftig. Inga underarter finns listade i Catalogue of Life.